# Cobalt(III) perchlorat
Cobalt(III) perchlorat là một hợp chất hóa học vô cơ có công thức Co(ClO4)3. Hợp chất này chỉ được biết đến trong dung dịch, và nó có màu xanh dương.

## Điều chế
Cobalt(III) perchlorat có thể được điều chế bằng cách điện phân dung dịch cobalt(II) perchlorat (có màng ngăn) trong dung dịch acid perchloric  20% (dùng làm cực dương) ở nhiệt độ −10 °C (14 °F; 263 K). Nồng độ dung dịch acid càng cao, hiệu suất phản ứng càng tăng. Fluor cũng có thể oxy hóa dung dịch cobalt(II) perchlorat ở khoảng 0 °C (32 °F; 273 K), nhưng hiệu suất phản ứng thấp hơn nhiều. Thêm hydro peroxide vào dung dịch trên, cobalt(III) perchlorat sẽ bị phân hủy.

## Tính chất
cobalt(III) perchlorat chỉ được biết đến trong dung dịch, và nó có màu xanh dương. Dung dịch này dễ bị phân hủy bởi hydro peroxide (xem phần trên). cobalt(III) perchlorat còn là một chất oxy hóa mạnh: nó giải phóng chlor từ kali chloride, iod từ kali iodide.
Cobalt(III) perchlorat có đầy đủ tính chất hóa học của muối.

## Hợp chất khác
- Cobalt(III) perchlorat còn tạo một số hợp chất với NH3, như Co(ClO4)3·5NH3·2H2O là tinh thể hồng hay Co(ClO4)3·6NH3·H2O   là tinh thể vàng. Muối khan của hexamin có màu đỏ cam, nổ khi đun nóng đến 360 °C (680 °F; 633 K).[2]
- Cobalt(III) perchlorat còn tạo một số hợp chất với CO(NH2)2, như Co(ClO4)3·6CO(NH2)2 là tinh thể lục nhạt. Phức hai phối tử Co(ClO4)3·5NH3·CO(NH2)2 cũng được biết đến. Nó có màu đỏ nhạt.[3]
- Cobalt(III) perchlorat còn tạo một số hợp chất với CSN3H5, như Co(ClO4)3·3CSN3H5 là tinh thể tím.[4]